# Viceroy
Viceroy é uma marca de cigarros pertencente à British American Tobacco.

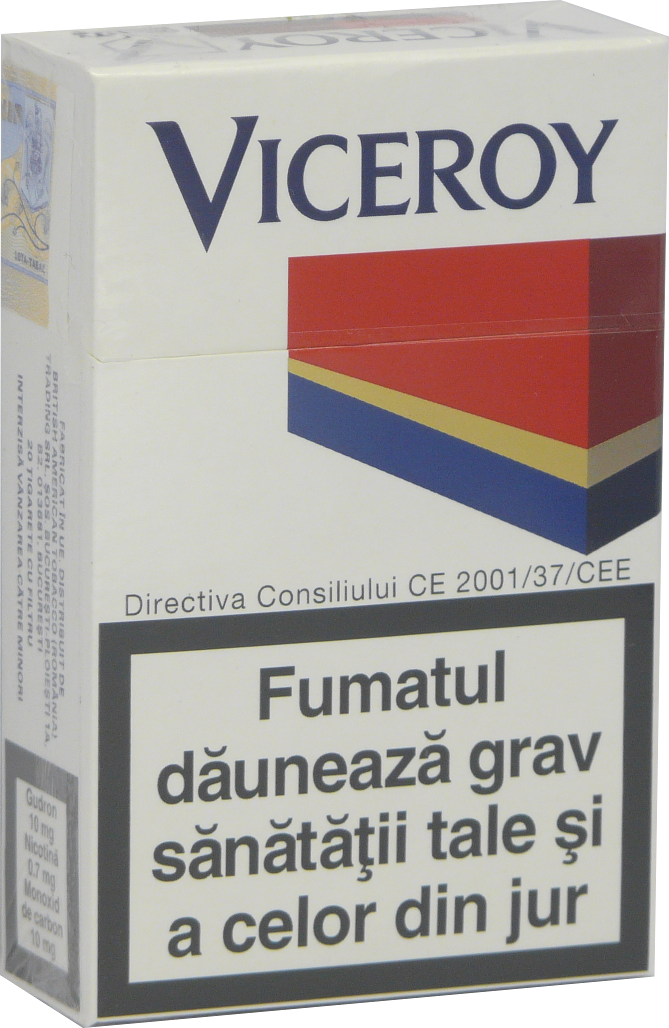
Maço da Viceroy vendido na Rômenia.